# Luchaire Model 1954
Luchaire Model 1954 – francuska przeciwdenna mina przeciwpancerna. Mina wyposażona jest w ładunek kumulacyjny. Detonacje wywołuje zapalnik prętowy.